# Vladimir Isakov
Vladimir Isakov (n. 28 februarie 1970, Pușkino, RSFS Rusă, URSS) este un trăgător de tir ce a reprezentat Rusia, medaliat olimpic. A participat la 5 ediții ale Jocurilor Olimpice (1996, 2004, 2008, 2012, 2016) în care a câștigat două medalii de bronz.